# Attila E. Láng
Attila Endre Láng (geboren 1947 in Ungarn; gestorben 7. September 2023 in Wien) war ein österreichisch-ungarischer Theaterwissenschaftler, Dramaturg und Regisseur.

## Leben
Láng beendete sein Studium mit dem Doktorat. Er wirkte langjährig als Dramaturg und Hausregisseur im Theater an der Wien und bei den Wiener Festwochen.
Er war verheiratet mit Ani Láng, seine Söhne sind (seit 2007 als Nachfolger von Peter Blaha) die Dramaturgen der Wiener Staatsoper Andreas Láng und Oliver Láng.

## Veröffentlichungen
- Das Theater an der Wien: vom Singspiel zum Musical; Verlag Jugend & Volk Wien, München 1976/1977
- Melodie aus Wien: Robert Stolz und sein Werk; Verlag Jugend & Volk Wien, München: 1980
- Oskar Werner: eine Spurensicherung, Verlag Jugend & Volk Wien, München: 1984
- Cats in Wien: die Geschichte eines Erfolges. Fotos Franz Killmeyer. Text Peter Weck; Verlag Jugend & Volk Wien 1985
- 200 Jahre Theater an der Wien: "Spectacles müssen seyn" Mit einem Vorwort von Marcel Prawy. Wien: Holzhausen 2001